# Římskokatolická duchovní správa u kostela Sv. rodiny, Brno

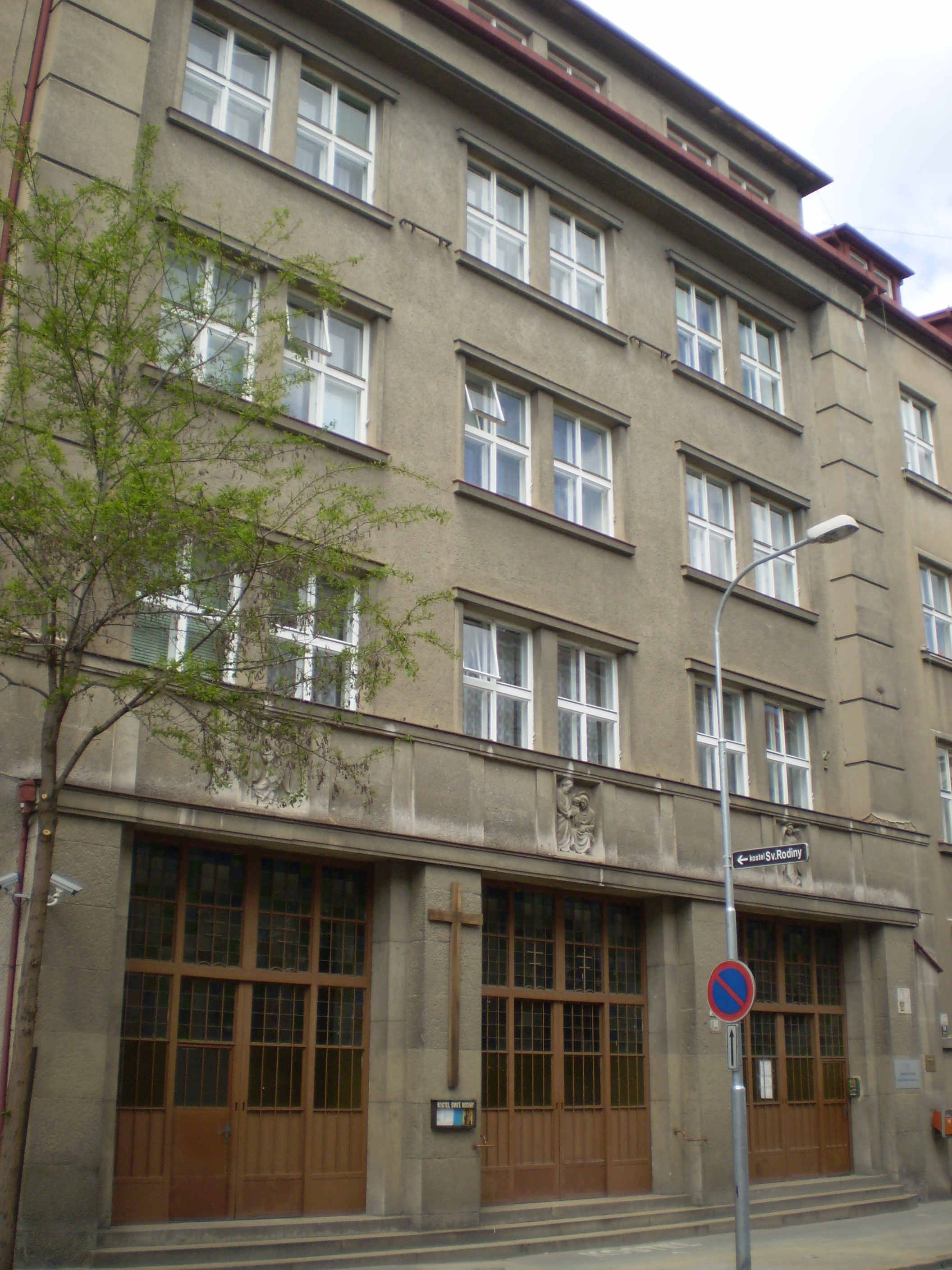
Průčelí kostela svaté Rodiny

Římskokatolická duchovní správa u kostela sv. rodiny, Brno bylo územní společenství římských katolíků v rámci brněnského děkanství brněnské diecéze. Nacházelo se na území farnosti svatého Jakuba.

## Kostel
Kostel Svaté rodiny se nachází na Grohově ulici ve středu Brna. Jde o novorenesanční klášterní kostel, postavený v letech 1900 až 1902. Během druhé světové války byla jeho budova zasažena při bombardování Brna a silně poškozena. Při poválečné rekonstrukci se kostel stal součástí zástavby ulice. Klášter sester františkánek, který zde působil od vzniku kostela, byl násilně vystěhován v padesátých letech 20. století, kostel byl uzavřen a přeměněn na zasedací síň. Opět obnoven byl po pádu komunismu, znovu vysvěcen v roce 1992.
V těsném sousedství kostela se nachází Církevní střední zdravotnická škola a Církevní domov mládeže Svaté Rodiny.

## Duchovní a řeholnice
Duchovním správcem (rektorem) byl P. Ing. Pavel Kolář, CSc. Působí zde Kongregace milosrdných sester III. řádu svatého Františka a komunita Česká kongregace sester dominikánek.

## Bohoslužby
| Kostel              | Místo | Bohoslužba (den)                                 | Hodina                                                                 | Poznámka         |
| ------------------- | ----- | ------------------------------------------------ | ---------------------------------------------------------------------- | ---------------- |
| Kostel Svaté rodiny | Brno  | neděle pondělí úterý středa čtvrtek pátek sobota | 8.00 6.45 6.45, 17.00 (německá, jen 2. v měsíci) 6.45, 19.00 6.45 8.00 | klášterní kostel |